# Mike Scott (baseball)
Pour les articles homonymes, voir Scott et Mike Scott (homonymie).
Michael Warren “Mike” Scott (né le 26 avril 1955 à Santa Monica, Californie, États-Unis) est un lanceur droitier de baseball qui a joué dans les Ligues majeures de 1979 à 1991. 
Trois fois sélectionné pour le match des étoiles, Mike Scott a été nommé joueur par excellence de la Série de championnat de la Ligue nationale en 1986 malgré la défaite de son équipe, les Astros de Houston, en plus de réussir un match sans point ni coup sûr et de gagner le trophée Cy Young comme meilleur lanceur de la ligue la même année.

## Carrière de joueur
Mike Scott est un choix de deuxième ronde des Mets de New York en 1976. Il joue quelques matchs avec cette équipe en 1979 et 1980 avant de faire partie sur une base régulière de la rotation de lanceurs partants du club au cours des deux années suivantes. Après la saison 1982, il passe aux Astros de Houston en retour du voltigeur et premier but Danny Heep.
Scott connaît sa première saison gagnante en 1983. Il est un des meilleurs joueurs des Astros entre 1985 et 1989, avec des fiches victoires-défaites de 18-8, 18-10, 16-13, 14-8 et 20-10 au cours de ces 5 saisons.
En 1986, il affiche la meilleure moyenne de points mérités des majeures (2,22) tout en étant le lanceur le plus utilisé du baseball (275,1 manches lancées). Il mène aussi les majeures avec 306 retraits sur des prises. Le 25 septembre, il réussit un match sans point ni coup sûr à l'Astrodome dans un gain de 2-0 sur les Giants de San Francisco, permettant du même coup aux Astros de s'assurer le championnat de la division Ouest. C'était la première fois qu'un match sans coup sûr était réussi dans le match qui permettait à l'équipe de remporter un championnat. En éliminatoires, Scott lance deux matchs complets et n'accorde qu'un point mérité aux Mets de New York pour être nommé joueur par excellence de la Série de championnat de la Ligue nationale, et ce même si Houston perd la série. Il s'agit d'une première dans l'histoire. Après la saison, on décerne à Scott le trophée Cy Young comme meilleur lanceur de la Ligue nationale. 
Il connaît sa seule saison de 20 victoires, un sommet dans la Nationale, en 1989, termine 2e au vote pour le trophée Cy Young derrière Mark Davis et reçoit sa 3e sélection pour le match d'étoiles, une classique à laquelle il avait également été invité en 1986 et 1987. En 1987, il est d'ailleurs le lanceur partant de l'équipe d'étoiles de la Ligue nationale.
Mike Scott termine sa carrière en 1991. Il a lancé 2068 manches et deux tiers en 347 parties dans les majeures. Sa fiche est de 124 victoires contre 108 défaites, avec 1469 retraits sur des prises et une moyenne de points mérités de 3,54. En quelques rares sorties comme lanceur de relève en début de carrière, il a aussi enregistré 3 sauvetages.
En 1992, son numéro d'uniforme 33 a été retiré par les Astros de Houston.